# Scotopteryx transbaicalica
Scotopteryx transbaicalica là một loài bướm đêm trong họ Geometridae.